# Mordellistena uniformis
Mordellistena uniformis är en skalbaggsart som beskrevs av Ray 1946. Mordellistena uniformis ingår i släktet Mordellistena och familjen tornbaggar. Inga underarter finns listade i Catalogue of Life.